# 施恒言
施恒言，浙江乌程（今浙江吴兴）人，明朝政治人物。

## 生平
萬曆十三年（1585年）施恒言中式乙酉科鄉試。萬曆三十四年（1606年），任福建永安县知县。